# Anchastus rhodesianus
Anchastus rhodesianus is een keversoort uit de familie kniptorren (Elateridae). De wetenschappelijke naam van de soort is voor het eerst geldig gepubliceerd in 1961 door Laurent & Taminaux.